# Niklas Eklund
Niklas Eklund (* 1969 in Göteborg; † 10. April 2025) war ein schwedischer Trompeter.

## Leben
Niklas Eklund studierte zunächst Musik an der Universität Göteborg. Weitere Studien schlossen sich bei Edward H. Tarr an der Schola Cantorum Basiliensis an. Es folgte ein Engagement beim Radiosinfonieorchester Basel.
Eklund hat sich auf verschiedene Trompeten spezialisiert, er spielte sowohl Barocktrompete als auch Piccolotrompete. Bei moderner Musik war er auf dem Kornett zu hören.
1996 gewann er den ersten Preis beim Internationalen Altenburg-Wettbewerb in Bad Säckingen.
Seitdem war er in verschiedenen Ensembles für Barockmusik zu hören, darunter das London Baroque, das Ensemble English Baroque Soloists, und Les Violons du Roy (Québec-Kanada). Eklund musizierte zusammen mit Reinhard Goebel, Gustav Leonhardt und Sir John Eliot Gardiner sowie anderen Vertretern der historischen Aufführungspraxis.
In der Welt der modernen Instrumente hat er mit vielen bedeutenden Musikern und Dirigenten unserer Zeit zusammengearbeitet, wie z. B. Cecilia Bartoli, Zubin Mehta, Heinz Holliger, Adam Taubitz, András Schiff und Ivan Fisher.
Als Spezialist auf der Barocktrompete verband er ungewöhnliches interpretatives Können mit unerwarteter Präzision und Kontrolle. Christopher Martin, der Erste Trompeter des New York Philharmonic Orchestra meinte, Niklas Eklunds CD-Serie «Art of the Baroque Trumpet» auf Naxos zeige „ein hinreißendes, lyrisches Spiel, das man kaum woanders findet“.

## Einspielungen (Auswahl)
- Italienische Meisterwerke für Orgel und Trompete, mit Edward H. Tarr und Niklas Eklund, Naturtrompeten, CD Christophorus Digital 77145
- The Gothenburg Brass Band, conducted by Bengt Eklund Niklas Eklund, Cornet (Polyphonic PRL032D, LP)
- Pictures at an Exhibition, Modest Mussorgsky, Colors of Switzerland, Niklas Eklund, Piccolo Trumpet, Marcophon CD 943-2